# Nishesh Basavareddy
Nishesh Basavareddy (Newport Beach, 2 maggio 2005) è un tennista statunitense.

## Biografia
I suoi genitori sono entrambi originari di Nellore, India e si trasferirono a San Francisco nel 1999. Ha un fratello maggiore, nato a San Francisco. All'età di otto anni, la famiglia si trasferì dalla California meridionale all'Indiana centrale.

## Carriera

### 2022: junior
Assieme a Ozan Baris vince il doppio ragazzi dell'US Open 2022, nello stesso anno ha conquistato il Trofeo Bonfiglio sia in singolare che nel doppio.

### 2024: top 150 e debutto da pro, Next Gen Finals e prima vittoria ATP
Raggiunge la top 200, al n°199, il 20 settembre 2024 a seguito della sua terza finale Challenger a Charleston. Vince il suo primo titolo al Challenger di Tiburon, battendo Eliot Spizzirri in finale. Dopo un'altra finale e la seconda vittoria Challenger, a Puerto Vallarta, sale in top 150 (139°).
Si qualifica alle Finali ATP Next Gen dove ottiene la sua prima vittoria a livello ATP, battendo Shang Jungcheng nel girone. In seguito annuncia il suo passaggio al professionismo, rinunciando alla carriera NCAA.

### 2025: prima semifinale ATP, Top 100
Debutta in un main draw di un torneo ATP al Brisbane International, dove si qualifica grazie alle vittorie contro l'ex top 100 Borna Gojo e l'ex top 10 Lucas Pouille. Perde al primo turno contro Gaël Monfils. La settimana seguente si qualifica anche all'Auckland Open, dove al primo turno ha la meglio sul lucky loser Francisco Comesaña ottenendo la sua seconda vittoria nel circuito principale, la prima nel main draw di un torneo. Successivamente elimina il campione uscente del torneo Alejandro Tabilo, n°23 del mondo, mentre nei quarti supera il connazionale Alex Michelsen raggiungendo così la sua prima semifinale ATP (diventando il più giovane americano a raggiungere una semifinale ATP dal diciottenne Reilly Opelka nel 2016 ad Atlanta) dove cede nuovamente a Monfils.
All'Australian Open ottiene una wild-card per il main draw, facendo il debutto nel tabellone principale di un Grande Slam, dove è stato eliminato in quattro set da Novak Đoković.
A fine giugno entra per la prima volta in top-100, precisamente alla 99° posizione, accede inoltre per la prima volta per diritto di classifica nel tabellone principale di Wimbledon, venendo sconfitto al primo turno da Learner Tien in tre set.

## Statistiche

### Tornei minori

#### Singolare

##### Vittorie (2)
| Legenda tornei minori |
| Challenger (2)        |
| ITF (0)               |

| N. | Data             | Torneo                                | Superficie | Avversario in finale | Punteggio   |
| 1. | 6 ottobre 2024   | Tiburon Challenger, Tiburon           | Cemento    | Eliot Spizzirri      | 6–1, 6–1    |
| 2. | 25 novembre 2024 | Puerto Vallarta Open, Puerto Vallarta | Cemento    | Liam Draxl           | 6–3, 7–6(4) |

##### Finali perse (6)
| Legenda tornei minori |
| Challenger (5)        |
| ITF (1)               |

| N. | Data              | Torneo                                                | Superficie  | Avversari in finale | Punteggio     |
| 1. | 15 ottobre 2023   | Fairfield Challenger, Fairfield                       | Cemento     | Zachary Svajda      | 4–6, 1–6      |
| 2. | 7 luglio 2024     | Cranbrook Tennis Classic, Bloomfield Hills            | Cemento     | Learner Tien        | 6–4, 3–6, 4–6 |
| 3. | 29 settembre 2024 | LTP Men's Open, Charleston                            | Cemento     | Edas Butvilas       | 4–6, 3–6      |
| 4. | 3 novembre 2024   | Charlottesville Men's Pro Challenger, Charlottesville | Cemento (i) | James Trotter       | 3–6, 4–6      |
| 5. | 17 novembre 2024  | Champaign-Urbana Challenger, Champaign                | Cemento (i) | Ethan Quinn         | 3–6, 1–6      |